# Elsinoë fawcettii
Elsinoë fawcettii är en svampart som beskrevs av Bitanc. & Jenkins 1936. Elsinoë fawcettii ingår i släktet Elsinoë och familjen Elsinoaceae.   Inga underarter finns listade i Catalogue of Life.